# Strafford (Vermont)
Strafford – miasto w Stanach Zjednoczonych, w stanie Vermont, w hrabstwie Orange.